# Харрах цу Рорау, Иоганн Филипп
Граф Иоганн Филипп Харрах (Гаррах) цу Рорау (нем. Johann Philipp Joseph Graf Harrach zu Rohrau; 22 октября 1678 — 8 августа 1764, там же) — австрийский военачальник, фельдмаршал Священной Римской империи (1723). Президент Имперского военного совета (Гофкригсрата) (1738—1761).

## Биография
Представитель австрийского дворянского рода чешского происхождения Харрахов из Богемии. Младший сын графа Фердинанда Бонавентуры I фон Гарраха (1637—1706), видного австрийского дипломата во время правления императора Леопольда I. Правнук Карла фон Гарраха.
Вступил в Императорскую армию и сначала служил во время Войны за испанское наследство. Участвовал в качестве командира пехотного полка в битве при Кассано в 1705 г. под командованием принца Евгения Савойского. Позже отличился в сражении при Кальчинато (1706). Во время отступления с помощью своего полка и шести гренадёрских рот удерживал наступающую французскую армию у моста через реку Кьезе, пока его имперские войска не смогли перегруппироваться и вернуться в бой. Когда противник попытался обойти позицию, ему удалось сорвать этот план.
После победы в Туринской битве (сентябрь 1706) принц Евгений Савойский отправил его в Вену с известием о своей победе и его заслуги во время кампании. В 1708 году получил чин Фельдмаршал-лейтенанта. Продолжил сражаться до конца войны и заключения Раштаттского мира (1714), в том числе в битвах при Монсе, в Дофине и в Шварцвальде.
В 1716 году в ходе австро-турецкой войны 1716—1718 годов сражался в качестве фельдцейгмейстера в битве при Петервардейне против турок, снова под верховным командованием принца Евгения. Также участвовал в осаде Темешвара (1716) и осаде Белграда (1717) .
В 1723 году Гаррах был произведён в фельдмаршалы.
В 1739 году император Священной Римской империи Карл VI назначил его председателем Имперского военного совета (Гофкригсрата) (1738—1761), эту должность он занимал в течение 23 лет.
Умер 8 августа 1764 года в возрасте 85 лет в Вене. Похоронен в Церкви Тевтонского ордена (Вена).